# Filmfest St. Anton

Das Filmfest St. Anton ist ein seit 1995 bestehendes jährliches mehrtägiges Bergsport- und Abenteuerfilmfestival.
Veranstaltungsort ist St. Anton am Arlberg in Österreich.

## Das Filmfest
Das Filmfest St. Anton wurde 1995 vom damaligen Tourismusdirektor Heinrich Wagner und vom bayerischen Autor Stefan König gegründet. Vorgeführt wurden 16- und 35-mm-Filme sowie zum großen Teil Fernsehproduktionen, ein Schwerpunkt war der historische Bergfilm, zum Beispiel Werke von Luis Trenker und von Arnold Fanck.
Das Anbrechen des digitalen Zeitalters brachte für den Berg-, Abenteuer- und Expeditionsfilm tiefgreifende Veränderungen. Plötzlich war es möglich, selbst mit kleinem Budget und ohne große Filmcrew beachtliche Filme zu schaffen, und so begannen Athleten und deren Freunde, selbst Filme zu produzieren.
Das Filmfest St. Anton versteht sich als Veranstaltung mit europäischer Ausrichtung, die dem unabhängig produzierten Autorenfilm im Bereich des Berg- und Abenteuersports ein öffentliches Forum bieten will (Leitsatz: „Berge – Menschen – Abenteuer“). Dann will das Filmfest St. Anton auch ein Ort der Begegnung sein, an dem Athleten, Filmemacher und das Publikum in einer entspannten Atmosphäre Erfahrungen teilen und austauschen können.
Beim Filmfest St. Anton 2013 gab es erstmals zusätzliche St. Anton-Abende in Wien im WUK und Kufstein.